# Правова система Мену
Правова система острова Мен має в основі звичаєве право, форму загального права. Менське право походить від гельського брегонського права та давньонорвезького права Удала. Відтоді право Мену розвивається під істотним впливом англійського загального права і унікальність гельських та давньонорвезьких основ сьогодні є найбільш помітною лише в питаннях права власності та в конституційному праві.

## Прецедент
Менське право має окрему систему обов'язкового прецедентного права, що виробляється судами острова при розгляді справ. Прецеденти англійської правової системи, якщо вони стосуються відповідного питання та можуть бути застосованими, є переконливими для менських судів. Верховним судом для острова Мен виступає Судовий комітет Таємної ради. Традиційний місцевий апеляційний суд острову — це Урядове відділення, яке має лише двох суддів — дімстерів, рішення яких приєднуються до початкового судового рішення. Вони майже завжди мають перевагу, якщо хтось з
дімстерів погоджується з суддею першої інстанції.

## Статут
На додаток до прецеденту, законодавство острова розвивається за рахунок статутів, що мають два основні джерела походження: Акти Тинвальду (відомі як острівне законодавство), а також акти імперського парламенту у Вестмінстері.
Здатність англійського парламенту встановлювати законодавство безпосередньо для острова Мен має довгу історію і попередньо датується 1765 роком — приєднанням острова до британської корони. Одним з таких прикладів англійського законодавства стосовно острову Мен був Bishoprics of Chester and Man Act (1541 р.), який додав єпархії Содор і Мен до провінції Йорк. Рішення у справі Derby Dower (1523 р.) прояснює поширення англійських статутів на острів Мен: «жоден загальний акт парламенту не поширюється на острів, окрім тих, в назві яких спеціально зазначено про це».
Вимога прямої вказівки на острів Мен у акті парламенту була відхилена Відділенням уряду у справі Attorney-General v Harris & Mylrea (1894), в якій суд постановив, що явний намір парламенту — поширити акт на острів — був обґрунтованим.
Таким чином, англійське законодавство (а пізніше — Великої Британії) не поширюється за умовчанням на острів Мен. У більшості випадків воно буде спеціально призначатися для острова (сьогодні це робиться шляхом видання наказу в Раді), і це зазвичай робиться за згодою і схваленням Тинвальду. Судовий комітет Таємної ради постановив (5-го серпня 1663 року в справі William Christian), що акти парламенту можуть також автоматично поширюватися на острів Мен «за необхідно передбачуваним положенням».
Сьогодні акти центрального парламенту сприймаються на острові для того, щоб уникнути непотрібного дублювання або в тих випадках, де послідовний підхід має важливе значення через міжнародний аспект певного питання (Велика Британія несе відповідальність за зовнішні справи острова).

### Співвідношення між острівними і парламентськими статутами
Співвідношення між статутами Тинвальду і парламенту залишається незрозумілим. Протягом багатьох століть і до порівняно недавнього часу вважалося, що акти парламенту були вищим правом для острова Мен. Суди острова Мен не застосовуватимуть положення акту Тинвальду, що суперечать парламентському акту, який застосовується до острова, навіть якщо акт Тинвальду був прийнятий пізніше.
"[...] не є предметом дикусії, якщо є фактом застосування до острова в цілому або в частині імперських актів і заходів, що законодавець острова може встановлювати будь-які обмеження або зміни до такого застосування."— Позиція дімстера Фарранта в справі Re Robinson 22 квітня 1936 року
"Всі три [Коронні території] є залежними від їх конституційних привілеїв. Ці привілеї можуть бути припинені в будь-який час законодавством імперського парламенту. Парламент також має право на накладання будь-яких обов'язків на них, і зокрема встановлювати фінансове законодавство для них - незалежно від конституційних або політичних заперечень, які можуть існувати проти цього".— Заява Казначейства, 1925 р.
З початку 1980-х років Відділення уряду стало стверджувати, що немає ніякої ієрархії законодавчих актів, а також що акти Тинвальду і парламенту є конкуруючими і рівнозначними. Цей відхід від попередньої практики досі не був перевірений зверненням до Таємної ради.

## Помічені відмінності в чинному законодавстві
Незважаючи на вплив Англії на право Мену, останнє все більше «йде своїм шляхом».
У минулому були ключові відмінності в таких питаннях, як:
- смертна кара за вбивство (скасована у Великій Британії в 1973 році, на острові Мен в 1993 році — хоча після 1973 року Велика Британія провадила політику з блокування всіх страт на острові Мен);
- виборче право жінок (1881 р.-на острові Мен, 1928 р. — в Великій Британії);
- судова порка (скасовано в 1947- у Великій Британії, на острові Мен — у 2000 році — 13-річний хлопчик, який був визнаний винним у пограбуванні десятирічної дитини — був останньою зафіксованою справою щодо неповнолітнього в травні 1971 року)[4];
- содомія (легалізовано 1967 — в Великій Британії, в 1992 — на острові Мен);
- обмеження швидкості — в той час як острів має закони обмеження швидкості (та й взагалі в цілому має законодавство про дорожній рух в значній мірі подібне до того, що існує у Великій Британії), на більш ніж половині його доріг це обмеження зняте  — тобто у них немає обмеження швидкості;
- оподаткування — технічно закони про оподаткування схожі; проте ставки оподаткування на острові Мен набагато нижчі. Існує 0 % податок на прибуток, 0 % податок на приріст капіталу, 0 % податок на спадщину, 20 % — максимальна ставка прибуткового податку — яка обмежена так, що резидент, який заробляє 10 мільйонів, платитиме так само, як резидент, що заробляє 1 мільйон.